# Nisse (Paesi Bassi)

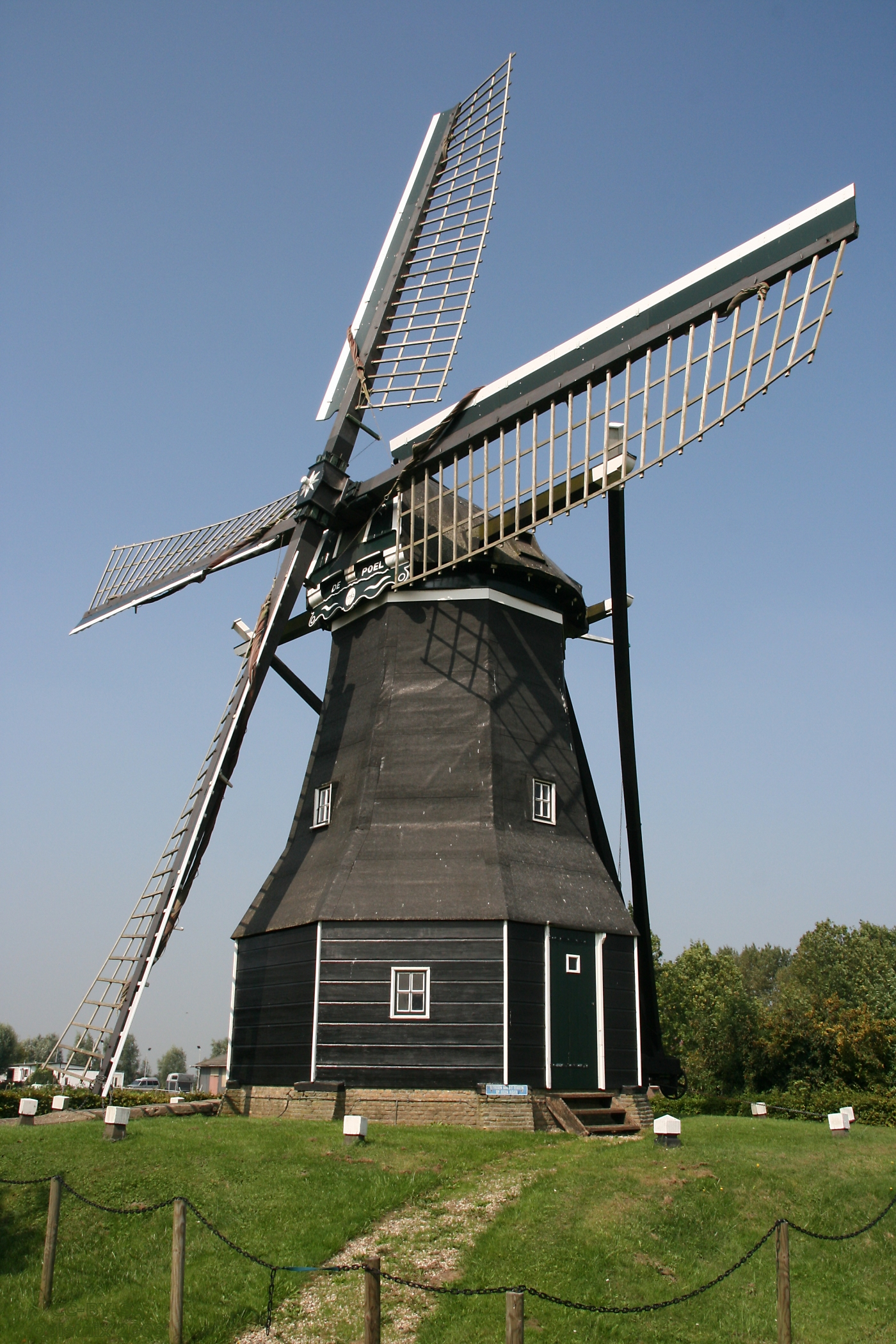
Nisse: il mulino De Poel, edificio classificato come rijksmonument

Nisse  è un villaggio di circa 500 abitanti del sud-ovest dei Paesi Bassi, facente parte della provincia della Zelanda e situato nella penisola di Zuid-Beveland. Dal punto di vista amministrativo, si tratta di un ex-comune, dal 1970,  accorpato alla municipalità di Borsele.
In passato la località era una signoria.

## Etimologia
Il toponimo Nisse, attestato anticamente come Gebernisse, Gherbrechtenesse, Gerbernesse o Gerbergnisse e poi come Ter Nisse, è una variante del termine neus, che significa  "naso"

## Geografia fisica

### Collocazione
Il villaggio di Nisse si trova nella parte centrale del Zuid-Beveland, a pochi chilometri dalla costa che si affaccia sulla Schelda occidentale (l'unico di tratto di estuario del fiume Schelda con sbocco diretto sul Mared del Nord) ed è situato tra Goes e la località costiera di Ellewoutsdijk (rispettivamente a sud della prima e a nord della seconda) e tra le località di Borssele e Kruiningen (rispettivamente ad est della prima e ad ovest della seconda).

## Storia
Della signoria di Nisse si hanno notizie sin dal XV secolo. La signoria fu retta per molto tempo dal casato Van Borselen van der Veere.
Il 31 luglio 1817, la località di Nisse acquisì il diritto di avere un proprio stemma.
Il 26 febbraio 1952, fu invece creata la bandiera di Nisse.
|  |

## Stemma
Lo stemma di Nisse è formato da uno scudo giallo con una "v" rossa e tre gigli di color verde.
Deriva probabilmente dallo stemma del casato Van Borselen van der Veere oppure da quello della famiglia Van der Nisse.

## Monumenti e luoghi d'interesse

### Chiesa di Santa Maria
Edificio principale di Nisse è la Chiesa di Santa Maria (Mariakerk) o Grote Kerk, che presenta un campanile del XIV secolo e una navata del XV secolo.

### Slot ter Nisse
Altro edificio d'interesse di Nisse è lo Slot ter Nisse (letteralmente "Castello di Nisse"), una residenza situata nella Dorpsplein.

### Mulino De Poel
Altro edificio d'interesse è il mulino De Poel, un mulino a vento risalente alla fine del XVIII secolo.

### Trekkermuseum
Altro luogo d'interesse di Nisse è il Trekkermuseum, inaugurato nel 1960.